# Hansjörg Bahl
Hansjörg Bahl (* 28. September 1938 in Zürich) ist ein Schweizer Schauspieler, Werbefilmregisseur und -produzent. Seit 2010 lebt er in Frankreich auf seinem kleinen Bauernhof.

## Leben
Bahl war zunächst Sportlehrer, absolvierte dann eine Ausbildung zum Schauspieler am Bühnenstudio Zürich und hatte Engagements als Schauspieler und Inspizient 1963/64 am Schloßtheater Celle, 1964/65 auf Tournee mit der Schauspieltruppe Zürich. Bahl war in der Folge vorwiegend in der Schweiz tätig, spielte am Bernhard-Theater Zürich, als Gast am Opernhaus Zürich und auf zahlreichen Tourneen unter anderem mit den Schauspielern Schaggi Streuli, Ruedi Walter und Walter Roderer. Er moderierte am Schweizer Fernsehen während zwei Jahren die Quiz-Sendung Grafissimo und zwölf jahrelang die Amag-News.
Er ist auch als Werbefilmregisseur und -produzent tätig und ist Inhaber der Firma Duo-Film. Seine bekanntesten Werbespots waren: Leisi, Mitsubishi, Valserwasser und  Malbuner.

## Filmografie
- 1965: Don Juan
- 1976: Per Saldo Mord
- 1981: Video-Liebe
- 1983: Die schwarze Spinne
- 1986: Retuorn
- 1990: Der doppelte Nötzli
- 1995: Fascht e Familie (Fernsehserie, eine Folge)
- 2009: Giulias Verschwinden